# Camaquã (tiểu vùng)
Camaquã là một tiểu vùng thuộc bang Rio Grande do Sul, Brasil. Tiều vùng này có diện tích 5820 km², dân số năm 2007 là 123348 người.